# Campeonato Neerlandés de Fútbol 1930-31
El Campeonato Neerlandés de Fútbol 1930/31 fue la 43.ª edición del campeonato de fútbol de los Países Bajos. Participaron 50 equipos divididos en cinco divisiones. El campeón nacional sería determinado por un grupo final formado con los ganadores de las divisiones de fútbol del este, norte, sur y dos del oeste. AFC Ajax ganó el campeonato de este año.

## Nuevos participantes
Eerste Klasse Norte:
- Promovido desde la 2ª división:  Meppeler Sport Club

Eerste Klasse Sur:
- Promovido desde la 2ª división:  De Valk

*Eerste Klasse Oeste-I:
- Trasladado desde Oeste-II: HVV 't Gooi, Hermes DVS, Koninklijke HFC, Stormvogels, VUC y ZFC

Eerste Klasse Oeste-II:
- Trasladado desde Oeste-I: ADO Den Haag, RCH, FC Hilversum, Sparta Rotterdam y VSV
- Promovido desde la 2ª división:  KFC

## Divisiones

### Eerste Klasse Este
| Pos | Equipo             | PJ | PG | PE | PP | GF | GC | Pts | DG  | Notas                                     |
| --- | ------------------ | -- | -- | -- | -- | -- | -- | --- | --- | ----------------------------------------- |
| 1   | Go Ahead           | 19 | 14 | 0  | 5  | 64 | 34 | 28  | +30 | Clasificado al grupo final por el título. |
| 2   | PEC Zwolle         | 19 | 11 | 4  | 4  | 54 | 31 | 26  | +23 |                                           |
| 3   | Heracles           | 18 | 11 | 3  | 4  | 52 | 37 | 25  | +15 |                                           |
| 4   | SC Enschede        | 18 | 7  | 5  | 6  | 34 | 31 | 19  | +3  |                                           |
| 5   | FC Wageningen      | 18 | 7  | 3  | 8  | 37 | 36 | 17  | +1  |                                           |
| 6   | AGOVV Apeldoorn    | 18 | 8  | 0  | 10 | 42 | 34 | 16  | +8  |                                           |
| 7   | HVV Tubantia       | 18 | 5  | 5  | 8  | 41 | 50 | 15  | -9  |                                           |
| 8   | ZAC                | 18 | 4  | 5  | 9  | 29 | 46 | 13  | -17 |                                           |
| 9   | Vitesse            | 18 | 5  | 2  | 11 | 28 | 58 | 12  | -30 |                                           |
| 10  | Robur et Velocitas | 18 | 5  | 1  | 12 | 38 | 62 | 11  | -24 |                                           |

PJ = Partidos jugados; PG = Partidos ganados; PE = Partidos empatados; PP = Partidos perdidos; GF = Goles a favor; GC = Goles en contra; Pts = Puntos; DG = Diferencia de goles

### Eerste Klasse Norte
| Pos | Equipo              | PJ | PG | PE | PP | GF | GC | Pts | DG  | Notas                                     |
| --- | ------------------- | -- | -- | -- | -- | -- | -- | --- | --- | ----------------------------------------- |
| 1   | Velocitas 1897      | 18 | 16 | 1  | 1  | 85 | 23 | 33  | +62 | Clasificado al grupo final por el título. |
| 2   | Veendam             | 18 | 11 | 2  | 5  | 59 | 28 | 24  | +31 |                                           |
| 3   | VV Leeuwarden       | 18 | 10 | 3  | 5  | 54 | 33 | 23  | +21 |                                           |
| 4   | MVV Alcides         | 18 | 8  | 0  | 10 | 38 | 49 | 16  | -11 |                                           |
| 5   | LAC Frisia 1883     | 18 | 7  | 2  | 9  | 33 | 60 | 16  | -27 |                                           |
| 6   | Be Quick 1887       | 18 | 7  | 1  | 10 | 43 | 42 | 15  | +1  |                                           |
| 7   | Achilles 1894       | 18 | 7  | 1  | 10 | 33 | 48 | 15  | -15 |                                           |
| 8   | GVAV Rapiditas      | 18 | 6  | 1  | 11 | 43 | 60 | 13  | -17 |                                           |
| 9   | LVV Friesland       | 18 | 4  | 5  | 9  | 35 | 55 | 13  | -20 |                                           |
| 10  | Meppeler Sport Club | 18 | 5  | 2  | 11 | 35 | 60 | 12  | -25 | Descendido a la segunda división.         |

PJ = Partidos jugados; PG = Partidos ganados; PE = Partidos empatados; PP = Partidos perdidos; GF = Goles a favor; GC = Goles en contra; Pts = Puntos; DG = Diferencia de goles

### Eerste Klasse Sur
| Pos | Equipo          | PJ | PG | PE | PP | GF | GC | Pts | DG  | Notas                                     |
| --- | --------------- | -- | -- | -- | -- | -- | -- | --- | --- | ----------------------------------------- |
| 1   | PSV Eindhoven   | 18 | 14 | 1  | 3  | 75 | 34 | 29  | +41 | Clasificado al grupo final por el título. |
| 2   | NAC             | 18 | 9  | 5  | 4  | 50 | 45 | 23  | +5  |                                           |
| 3   | Willem II       | 18 | 10 | 2  | 6  | 69 | 59 | 22  | +10 |                                           |
| 4   | NOAD            | 18 | 9  | 3  | 6  | 51 | 35 | 21  | +16 |                                           |
| 5   | FC Eindhoven    | 18 | 9  | 2  | 7  | 52 | 47 | 20  | +5  |                                           |
| 6   | LONGA           | 18 | 8  | 0  | 10 | 40 | 55 | 16  | -15 |                                           |
| 7   | De Valk         | 18 | 7  | 1  | 10 | 38 | 55 | 15  | -17 |                                           |
| 8   | BVV Den Bosch   | 18 | 5  | 4  | 9  | 58 | 74 | 14  | -16 |                                           |
| 9   | MVV Maastricht  | 18 | 5  | 3  | 10 | 36 | 36 | 13  | 0   |                                           |
| 10  | RKVV Wilhelmina | 18 | 3  | 1  | 14 | 28 | 57 | 7   | -29 | Descendido a la segunda división.         |

PJ = Partidos jugados; PG = Partidos ganados; PE = Partidos empatados; PP = Partidos perdidos; GF = Goles a favor; GC = Goles en contra; Pts = Puntos; DG = Diferencia de goles

### Eerste Klasse Oeste-I
| Pos | Equipo          | PJ | PG | PE | PP | GF | GC | Pts | DG  | Notas                                     |
| --- | --------------- | -- | -- | -- | -- | -- | -- | --- | --- | ----------------------------------------- |
| 1   | AFC Ajax        | 18 | 14 | 3  | 1  | 75 | 20 | 31  | +55 | Clasificado al grupo final por el título. |
| 2   | ZFC             | 18 | 10 | 6  | 2  | 49 | 30 | 26  | +19 | [Oeste-II]                                |
| 3   | Stormvogels     | 18 | 7  | 6  | 5  | 39 | 28 | 20  | +11 |                                           |
| 4   | DFC             | 18 | 8  | 3  | 7  | 37 | 44 | 19  | -7  | [Oeste-II]                                |
| 5   | HBS Craeyenhout | 18 | 6  | 6  | 6  | 43 | 38 | 18  | +5  |                                           |
| 6   | Hermes DVS      | 18 | 5  | 7  | 6  | 40 | 48 | 17  | -8  |                                           |
| 7   | HVV 't Gooi     | 18 | 6  | 3  | 9  | 37 | 48 | 15  | -11 |                                           |
| 8   | VUC             | 18 | 4  | 4  | 10 | 37 | 65 | 12  | -28 | [Oeste-II]                                |
| 9   | Koninklijke HFC | 18 | 3  | 6  | 9  | 20 | 38 | 12  | -18 | [Oeste-II]                                |
| 10  | SBV Excelsior   | 18 | 2  | 6  | 10 | 37 | 55 | 10  | -18 | Descendido a la segunda división.         |

PJ = Partidos jugados; PG = Partidos ganados; PE = Partidos empatados; PP = Partidos perdidos; GF = Goles a favor; GC = Goles en contra; Pts = Puntos; DG = Diferencia de goles
[Oeste-II] Equipos trasladados a la división Oeste-II para la próxima temporada.

### Eerste Klasse Oeste-II
| Pos | Equipo              | PJ | PG | PE | PP | GF | GC | Pts | DG  | Notas                                     |
| --- | ------------------- | -- | -- | -- | -- | -- | -- | --- | --- | ----------------------------------------- |
| 1   | Feijenoord          | 18 | 13 | 2  | 3  | 50 | 17 | 28  | +33 | Clasificado al grupo final por el título. |
| 2   | Sparta Rotterdam    | 18 | 12 | 3  | 3  | 34 | 16 | 27  | +18 | [Oeste-I]                                 |
| 3   | ADO Den Haag        | 18 | 8  | 3  | 7  | 41 | 38 | 19  | +3  |                                           |
| 4   | FC Hilversum        | 18 | 9  | 1  | 8  | 31 | 29 | 19  | +2  |                                           |
| 5   | VSV                 | 18 | 7  | 2  | 9  | 26 | 28 | 16  | -2  |                                           |
| 6   | KFC                 | 18 | 6  | 4  | 8  | 37 | 41 | 16  | -4  | [Oeste-I]                                 |
| 7   | HVV Den Haag        | 18 | 6  | 3  | 9  | 25 | 43 | 15  | -18 | [Oeste-I]                                 |
| 8   | RCH                 | 18 | 6  | 2  | 10 | 32 | 43 | 14  | -11 | [Oeste-I]                                 |
| 9   | Blauw-Wit Amsterdam | 18 | 5  | 3  | 10 | 25 | 32 | 13  | -7  |                                           |
| 10  | HFC EDO             | 18 | 6  | 1  | 11 | 28 | 42 | 13  | -14 | Descendido a la segunda división.         |

PJ = Partidos jugados; PG = Partidos ganados; PE = Partidos empatados; PP = Partidos perdidos; GF = Goles a favor; GC = Goles en contra; Pts = Puntos; DG = Diferencia de goles
[Oeste-I] Equipos trasladados a la división Oeste-I para la próxima temporada.

### Grupo final por el título
| Pos | Equipo         | PJ | PG | PE | PP | GF | GC | Pts | DG  |
| --- | -------------- | -- | -- | -- | -- | -- | -- | --- | --- |
| 1   | AFC Ajax       | 8  | 5  | 2  | 1  | 29 | 15 | 12  | +14 |
| 2   | Feijenoord     | 8  | 3  | 2  | 3  | 17 | 15 | 8   | +2  |
| 3   | PSV Eindhoven  | 8  | 4  | 0  | 4  | 21 | 21 | 8   | 0   |
| 4   | Go Ahead       | 8  | 2  | 2  | 4  | 17 | 22 | 6   | -5  |
| 5   | Velocitas 1897 | 8  | 2  | 2  | 4  | 15 | 26 | 6   | -11 |

PJ = Partidos jugados; PG = Partidos ganados; PE = Partidos empatados; PP = Partidos perdidos; GF = Goles a favor; GC = Goles en contra; Pts = Puntos; DG = Diferencia de goles
|                          |
| Campeón Ajax 3.er título |